# Club de minuit
Pour plus de détails, voir Fiche technique et Distribution.
Club de minuit (Midnight Club) est un film américain réalisé par Alexander Hall et George Somnes (en), sorti en 1933.

## Fiche technique
- Titre original : Midnight Club
- Titre français : Club de minuit
- Réalisation : Alexander Hall et George Somnes (en)
- Scénario : Leslie Charteris et Seton I. Miller d'après Gangster's Glory de E. Phillips Oppenheim
- Photographie : Theodor Sparkuhl
- Montage : Eda Warren
- Société de production : Paramount Pictures
- Pays de production : États-Unis
- Format : Noir et blanc - 1,37:1
- Genre : drame
- Durée : 64 minutes
- Date de sortie : 1933

## Distribution
- Clive Brook : Colin Grant
- George Raft : Nick Mason
- Helen Vinson : Iris Whitney
- Alison Skipworth : Lady Barrett-Smythe
- Guy Standing : Commissaire Hope
- Alan Mowbray : Arthur Bradley
- Ferdinand Gottschalk : George Rubens
- Forrester Harvey : Thomas Roberts
- Ethel Griffies : la duchesse